# Tuolluvaara Gruv AB

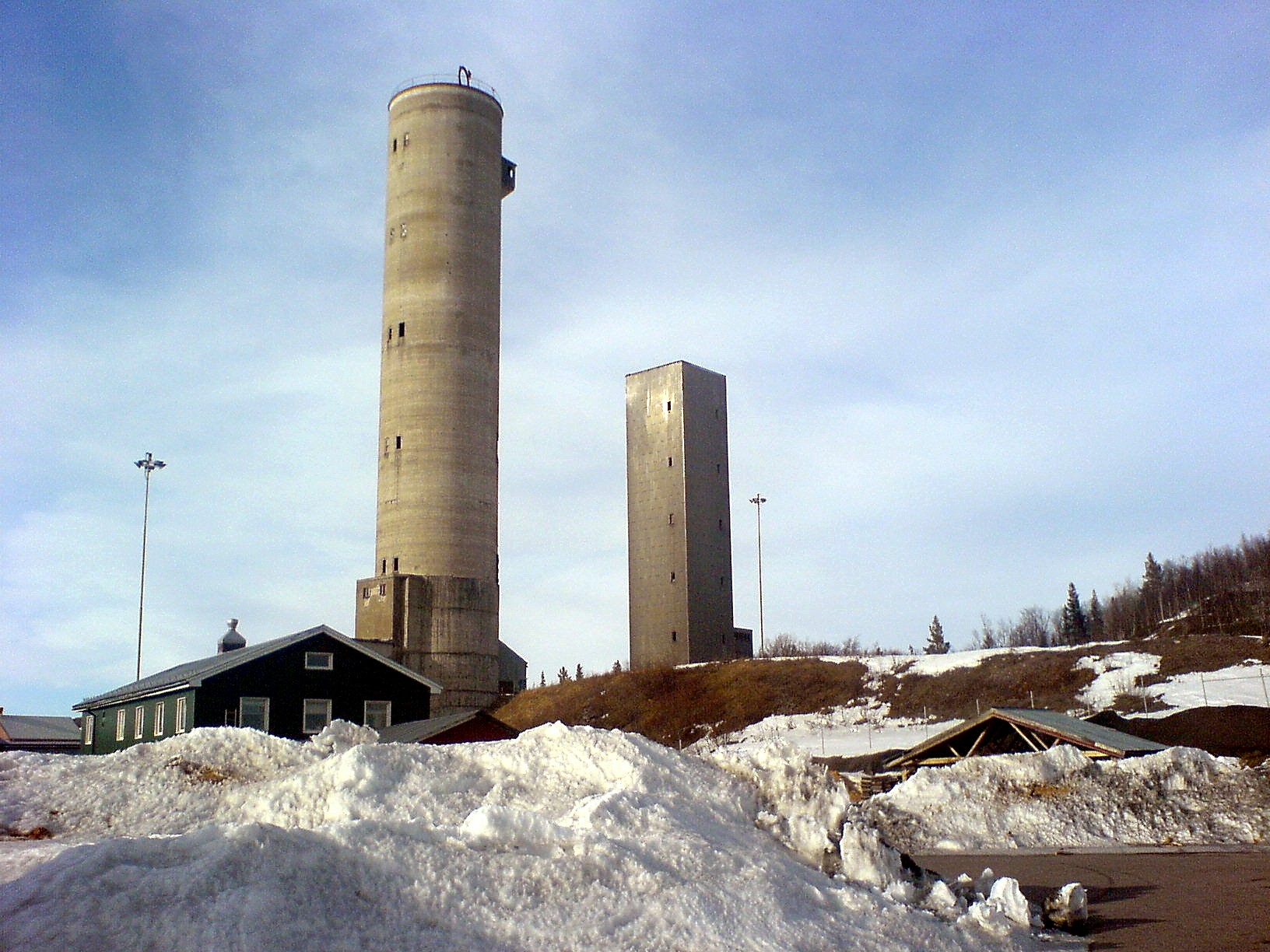
Tuolluvaaragruvans två gruvlavar.

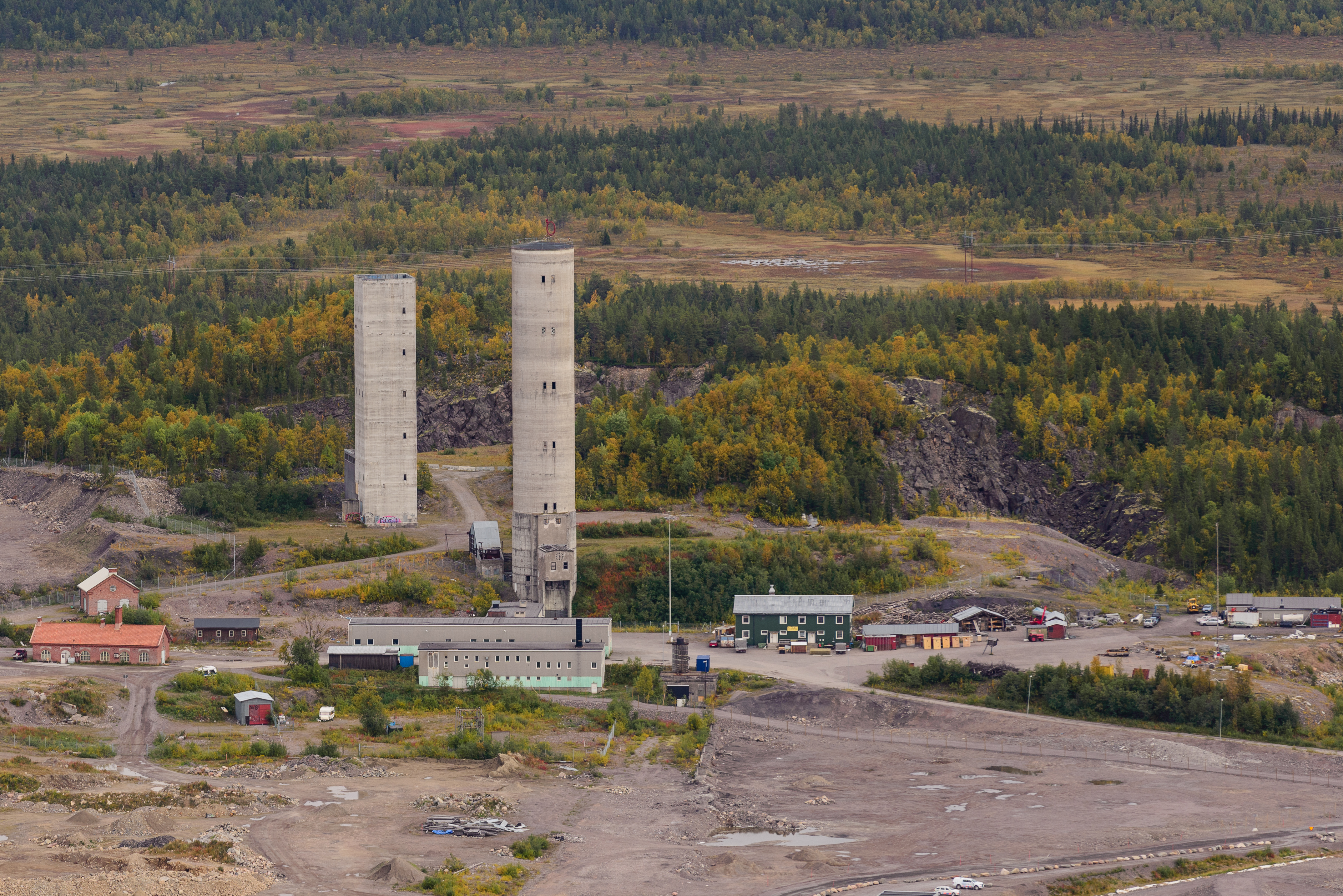
Gruvområdet i september 2017.

Tuolluvaara Gruv AB, eller Tuolluvaara Gruvaktiebolag, förkortat TGA, var ett bolag som bröt järnmalm i Tuolluvaara i östra delen av Kiruna centralort.
Järnmalmsfyndigheterna i Tuolluvaara upptäcktes 1897 av Hjalmar Lundbohm och August Malm. Bolaget var ett samägt bolag av åtta separata bolag, varav Uddeholm och Sandvik var de två största delägarna. TGA var aldrig någon direkt konkurrent till LKAB, eftersom allt man producerade avsattes inom landet till de olika delägarna. LKAB exporterade merparten av sin produktion till utlandet. Dagbrottsbrytning inleddes 1903 av det år 1900 bildade Tuolluvaara gruvaktiebolag. TGA köptes upp av LKAB 1974. Gruvan lades ner 1982 på grund av olönsamhet till följd av stålkrisen. Personalstyrkan övergick till LKAB:s nyöppnade koppargruva Viscaria. Malmen i Tuolluvaara var av fosfatfattig natur, vilket skilde denna malm från den som bröts i Kiirunavaara och Luossavaara. Detta gjorde att malmen var mer lättbearbetad för stålverken.
Tuolluvaarafyndigheten består av sex stycken malmkroppar, där den största är ca 150 m lång och som mest ca 30 m bred. Denna malmkropp döptes av Hjalmar Lundbohm till Chulalongkorn efter den dåvarande kungen av Siam. Under en kort period var Hjalmar Lundbohm disponent för bägge bolagen.
Malmtransporten till järnvägen skedde till en början med häst, men ersattes snart med ett linbanesystem med en avlastningsstation strax söder om Kiruna C i närheten av Malmbanan, bestående av lastkaj, laststationsbyggnad och en personalbostad. Linbanan ersattes på 1950-talet av ett stickspår. Spåret och kvarvarande delar av lastkajen revs 2008.
På det tidigare gruvområdet i Tuolluvaara finns idag ett antal mindre byggnader samt två gruvlavar kvar. Den cylinderformade gruvlaven är Sveriges näst högsta existerande gruvlave, tillsammans med Garpenberg S, som båda är 76 meter höga. Den högsta gruvlaven finns i Aitik.[källa behövs]